# سارا اریکسون (کشتی‌گیر)
سارا اریکسون (سوئدی: Örgryte Idrottsällskap؛ زادهٔ ۲۳ ژانویهٔ ۱۹۷۴) کشتی‌گیر اهل سوئد است.
از باشگاه‌هایی که در آن بازی کرده‌است می‌توان به باشگاه فوتبال اورگریته اشاره کرد.